# 곽희주
곽희주(한국 한자: 郭熙柱, 1981년 10월 5일 ~ )는 과거 수원 삼성 블루윙즈에서 활약한 대한민국의 전 축구 선수로서 포지션은 수비수였다.

## 유스 경력
서울증산초등학교에서 처음 축구를 시작해 연천중학교, 숭덕공업고등학교를 거쳐 광운대학교에서 활약했다. 고등학교를 졸업할 때쯤 안양 LG 치타스의 테스트에 참가하여 합격하고 입단제의를 받았으나, 같이 참가한 동기가 떨어진 관계로 거절한 후 광운대학교에 진학했다.

## 클럽 경력
2003년 수원 삼성 블루윙즈에 입단했다. 하지만 2003시즌이 끝난 후 자신의 신체적 약점 때문에 수원에서 주전 경쟁이 어려워지자 낙심하고 은퇴를 결심하여 팀을 이탈했으나, 당시 트레이너였던 이창엽 코치의 설득으로 선수 생활을 이어갔다. 2004시즌 전 연습경기에서 투지 넘치는 플레이가 차범근 감독의 눈에 들어와 그해 리그 20경기, 리그컵 12경기를 소화하며 수원의 리그 우승에 공헌했고, 주전으로 도약했다. 2009년 수원 삼성 블루윙즈의 주장으로 선임되었다. 2013시즌이 끝난 후, 11년 동안 뛰었던 수원과 결별하였고, 2014년 4월 15일 J리그의 FC 도쿄에 입단하였다가 카타르 리그의 알와크라에 입단하였다. 2015년 3월, 선수등록기간 마감을 사흘 앞두고 15개월 만에 수원으로 돌아오게 되었다.
그 후, 수원에서 플레잉코치를 역임함과 동시에 2016 시즌에는 팀의 FA컵 우승에 일조하였으며, 2016 시즌을 끝으로 은퇴를 선언함으로써 13시즌 간 원 클럽맨으로 활약한 수원을 떠나 서울의 한 대학 코치로 새로운 시작을 하게 되었다. 그 후, 수원의 매탄고등학교에서 코치를 맡다가 2020년에 용인시축구센터 원삼중학교의 감독으로 부임하였다.
그 후, 2021년 12월, 화성시 U-15팀 감독으로 부임하였으며, 2022년 8월 감독으로 첫 전국대회 우승을 달성했다.

## 국가대표팀 경력
2005년 6월 8일 2006년 FIFA 월드컵 예선에서 쿠웨이트와의 경기로 A매치 데뷔전을 치렀다.

## 경력 통계

### 클럽
- 2016년 2월 19일 기준

| 클럽               | 시즌    | 리그 | 리그 | 국내 컵 | 국내 컵 | 리그 컵 | 리그 컵 | 대륙 대회 | 대륙 대회 | 합계 | 합계 |
| 클럽               | 시즌    | 출장 | 득점 | 출장    | 득점    | 출장    | 득점    | 출장      | 득점      | 출장 | 득점 |
| ------------------ | ------- | ---- | ---- | ------- | ------- | ------- | ------- | --------- | --------- | ---- | ---- |
| 수원 삼성 블루윙즈 | 2003    | 11   | 0    | 0       | 0       | -       | -       | -         | -         | 11   | 0    |
| 수원 삼성 블루윙즈 | 2004    | 25   | 0    | 0       | 0       | 12      | 0       | -         | -         | 37   | 0    |
| 수원 삼성 블루윙즈 | 2005    | 20   | 4    | 2       | 0       | 10      | 0       | 6         | 0         | 38   | 4    |
| 수원 삼성 블루윙즈 | 2006    | 13   | 1    | 4       | 0       | 7       | 0       | -         | -         | 24   | 1    |
| 수원 삼성 블루윙즈 | 2007    | 19   | 0    | 2       | 0       | 7       | 1       | -         | -         | 28   | 1    |
| 수원 삼성 블루윙즈 | 2008    | 25   | 1    | 1       | 0       | 10      | 2       | -         | -         | 36   | 3    |
| 수원 삼성 블루윙즈 | 2009    | 21   | 0    | 5       | 0       | 1       | 0       | 6         | 0         | 33   | 0    |
| 수원 삼성 블루윙즈 | 2010    | 22   | 2    | 4       | 1       | 4       | 1       | 9         | 1         | 39   | 5    |
| 수원 삼성 블루윙즈 | 2011    | 19   | 3    | 4       | 0       | 0       | 0       | 6         | 0         | 29   | 3    |
| 수원 삼성 블루윙즈 | 2012    | 33   | 1    | 2       | 0       | -       | -       | -         | -         | 35   | 1    |
| 수원 삼성 블루윙즈 | 2013    | 26   | 1    | 1       | 0       | -       | -       | 4         | 0         | 31   | 1    |
| FC 도쿄            | 2014    | 0    | 0    | 0       | 0       | 2       | 0       | -         | -         | 2    | 0    |
| 알와크라 SC        | 2014-15 | 5    | 0    | 0       | 0       | -       | -       | -         | -         | 5    | 0    |
| 수원 삼성 블루윙즈 | 2015    | 7    | 1    | 0       | 0       | -       | -       | 0         | 0         | 7    | 1    |
| 수원 삼성 블루윙즈 | 2016    | 0    | 0    | 0       | 0       | -       | -       | 0         | 0         | 0    | 0    |
| 통산               | 통산    | 246  | 14   | 25      | 1       | 53      | 4       | 31        | 1         | 355  | 20   |

### 국가대표팀 기록
- 2015년 7월 23일 기준

| 순번 | 날짜       | 장소     | 상대                   | 결과   | 득점 | 경고 | 퇴장 |
| ---- | ---------- | -------- | ---------------------- | ------ | ---- | ---- | ---- |
| 1    | 2005.06.08 | 쿠웨이트 | 쿠웨이트               | 4:0 승 | 0    | -    | -    |
| 2    | 2005.08.04 | 전주     | 조선민주주의인민공화국 | 0:0 무 | 0    | -    | -    |
| 3    | 2008.02.17 | 충칭     | 중화인민공화국         | 3:2 승 | 0    | -    | -    |
| 4    | 2008.02.20 | 충칭     | 조선민주주의인민공화국 | 1:1 무 | 0    | -    | -    |
| 5    | 2008.05.31 | 서울     | 요르단                 | 2:2 무 | 0    | -    | -    |
| 6    | 2008.06.07 | 암만     | 요르단                 | 1:0 승 | 0    | -    | -    |

## 수상 내역

### 클럽
수원 삼성 블루윙즈
- 삼성 하우젠 K리그 2004 우승
- 삼성 하우젠컵 2005 우승
- K-리그 수퍼컵 2005 우승
- 삼성 하우젠 K리그 2008 우승
- 삼성 하우젠컵 2008 우승
- 2009 하나은행 FA CUP 우승
- 2010 하나은행 FA CUP 우승
- 2016 하나은행 FA CUP 우승

### 국가대표팀
대한민국
- 2008년 동아시아 축구 선수권 대회 우승

### 개인
- 삼성 하우젠 K-리그 2004 베스트 11

## 기타
9살 이후 왼쪽 눈이 거의 실명 상태로 김은중, 곽태휘와 함께 한쪽 눈이 보이지 않는 불리한 조건을 극복한 운동선수로 알려졌다.
구단 측에서는 시력 교정을 위한 수술을 권유하기도 했지만, 경기 감각과 나름대로 키워온 시야가 사라지는 것을 우려하여 거절했다.